# ویلیام باچتل
ویلیام باچتل (به انگلیسی: William Bechtel)؛ (زاده ۱۹۵۱) استاد فلسفه در گروه فلسفه و برنامه مطالعات علمی در دانشگاه کالیفرنیا، سن دیگو است. او از سال ۱۹۹۴ تا ۲۰۰۲ استاد فلسفه در دانشگاه واشینگتن در سنت لوئیس بود. باچتل همچنین از سال ۱۹۹۹ تا ۲۰۰۲ رئیس دپارتمان فلسفه بود و به‌شدت درگیر برنامه فلسفه-روان‌شناسی-عصب‌شناسی بود و در مقاطع مختلف به‌عنوان دستیار و استاد فعالیت می‌کرد. قبل از آن، او در ایالت جورجیا زندگی می‌کرد. باچتل دکترای خود را از دانشگاه شیکاگو و مدرک کارشناسی خود را از کالج کنیون اخذ کرد.

## کار فلسفی
کار باچتل در فلسفه بر فلسفه علوم زیستی متمرکز شده‌است. او روی زیست‌شناسی سلولی، بیوشیمی، علوم اعصاب و علوم شناختی کار کرده‌است. باچتل از رویکردی مکانیکی به فلسفه علم دفاع می‌کند و معتقد است که پدیده‌ها اغلب با مکانیسم‌های مشخص توضیح داده می‌شوند. او استدلال می‌کند که اگرچه این امر به‌طور طبیعی با روش‌شناسی واقعی دانشمندان علوم زیستی مطابقت دارد، اما با مدل سنتی استنتاج از قوانین حمایت‌شده توسط جریان اصلی فلسفه علم در تضاد است.
باچتل همچنین در مورد ماهیت کشف علمی نوشته‌است. او سردبیر مجله فلسفه روان‌شناسی است.

## آثار
- مکانیسم‌های ذهنی: دیدگاه‌های فلسفی در علوم اعصاب شناختی. لندن: راتلج
- کشف مکانیسم‌های سلولی ایجاد زیست‌شناسی سلولی مدرن. انتشارات دانشگاه کمبریج. ۲۰۰۶.
- پیوندگرایی و ذهن: پردازش موازی، پویایی و تکامل در شبکه‌ها. باسیل بلک‌ول. ۲۰۰۲.
- کشف پیچیدگی انتشارات دانشگاه پرینستون ۱۹۹۳.
- باتچل, ویلیام (۱۹۸۸). فلسفه علم: مروری بر علوم شناختی. هیلزدیل، نیوجرسی: ال. ارلبام. ISBN 978-0-8058-0221-4. OCLC 875311964.
- باتچل, ویلیام (۱۹۸۸). فلسفه ذهن: مروری بر علوم شناختی. هیلزدیل، نیوجرسی: ال. ارلبام. ISBN 978-0-8058-0234-4. OCLC 856811636.